# Korg MS-10
Le Korg MS-10 est un synthétiseur analogique monophonique semi-modulaire conçu et commercialisé par la société Korg à partir de 1978. Il ne possède qu'un seul oscillateur, une seule enveloppe et un filtre alors que le MS-20 possède le double de ces éléments. Grâce à son interface matricielle le MS-10 est capable de générer des sons complexes et évolutifs.